# サーリー

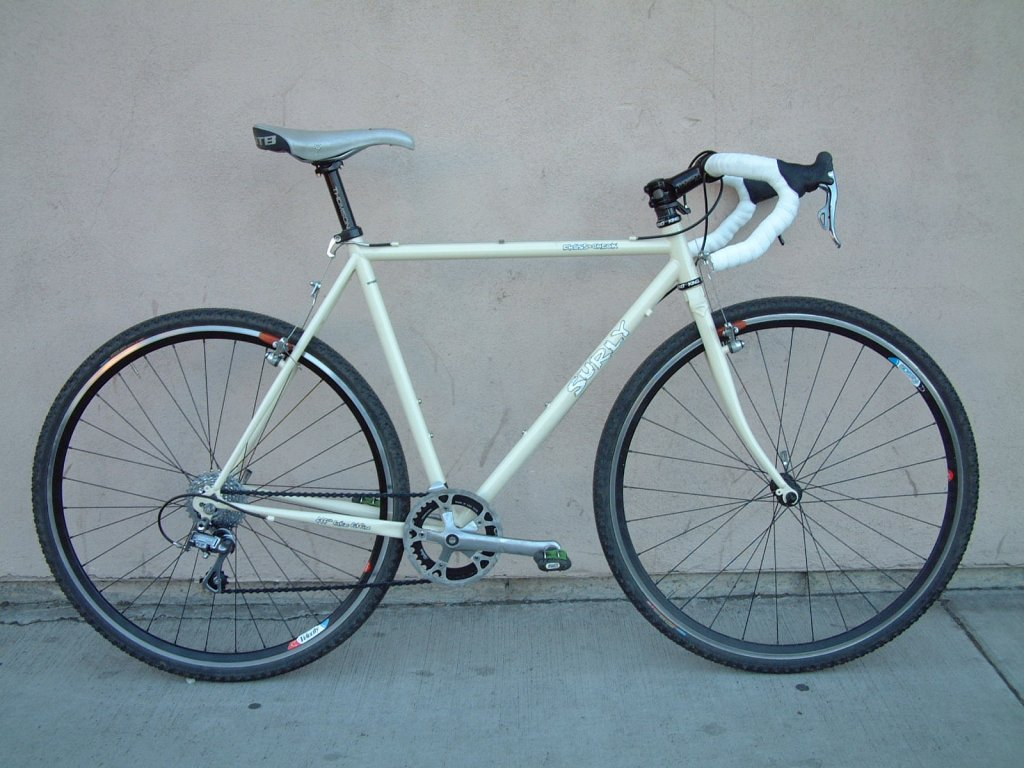
クロスチェック

サーリー（Surly ）はアメリカ合衆国の自転車メーカーである。
1998年創業の新しいメーカーながら、その母体はQBP（Quality Bicycle Products ）というアメリカ最大大手の自転車問屋で、ミネソタ州のミネアポリスのスタッフが郊外を走り回って出た発想をもとに独自ブランドとして出している。自転車競技などを必ずしも目的としない、単に乗る事が好きな人、あるいはパーツを取り替えたりして好きなようにいじるのが好きな人向けに作られており、クロモリ鋼を用いて肉厚で重く頑丈で遊び心のあるフレームを作る事で知られている。特に変速機を持たないシングルスピードのスポーツサイクルなどは日本でも一定の市場を形成しつつある。販売の多くはフレームのみ、フレームとフロントフォークのセット（キット）であるが、最近では完成車のラインナップも増えつつある。
2010年の時点ではクロスチェック、ペーサー、カラテモンキー、ロングホールトラッカー、ビッグダミーが購入可能。

## ラインナップ
クロスチェック（Cross Check ）
シクロクロスモデル。通常の、競技機材として特化している事の多いシクロクロスフレームとは違い、ホイールベースが長く、直進安定性に優れる。装着できるタイヤもシクロクロス競技規定で上限とされている700*32C以上のもの（最大で泥よけなしの700*45C）が可能。またリアキャリア、泥よけも装着可能なのでツーリング用としても使用できる。変速機を外装ディレイラーだけでなく、変速機なしのシングルスピードや固定ギア、または内装ハブギアと好みに応じて選択できるカンパニョーロタイプのセミドロップエンドを採用しており、サーリーのラインナップの中では一番汎用性に富む。
トラベラーズチェック（Travelers Check ）
前述のクロスチェックを分割可能にしたもの。いわばデモンターブルモデル。
ストラグラー（straggler ）
前述のクロスチェックをディスクブレーキ仕様にしたもの。
ペーサー（Pacer ）
ロードレーサーモデル。競技用のロードレーサーと違い、太い700Cのタイヤ（700C*32程度の）と泥よけが装着可能なので、スポルティーフとしても使用可能。このモデルはロゴが他のモデルとは異なっている。
スチームローラー（Steam Roller ）
ピストモデル。競技用ピストとは違い、もっと余裕のあるロードレーサーに近いポジションが取れ、太い700Cのタイヤ（700C*32程度の）が装着可能。
ロングホールトラッカー（Long Haul Trucker ）
最近では市場から消滅しつつある自転車ツーリング用フレーム。設計上はランドナーに近く、直進安定性に優れる。ホイールサイズは基本的に26インチHE（MTB規格）だが、フレームサイズが大きいものには700Cのホイールを前提にしたものも用意されている。
カラテモンキー（Karate Monkey ）
いわゆる最近派生してきた29インチ規格のMTBフレーム。サーリーのオフロードモデルとしては一番汎用性の高いフレームで、変速はシングルスピード、固定ギア、内装ハブ、外装ディレーラーの選択が、ブレーキはVブレーキかディスクブレーキの選択が好みに応じてどちらでも可能。
パグスレイ（Pugsley ）
サーリーが独自に企画開発した超極太のタイヤが装着可能なMTBフレーム。主に通常の自転車が走行不能な雪地、砂地に威力を発揮する。通常の自転車用リムでも使えるが、その特性を活かすためにはサーリーが独自に企画した「ラージマージリム」を使用する事が勧められる。変速はシングルスピード、固定ギア、内装ハブ、外装ディレイラーとブレーキはカンチブレーキかディスクブレーキと好みに応じてどちらでも装着可能。前輪と後輪ともに135mmのリアハブを使用する。
ビッグダミー（Big Dummy ）
26インチのMTBフレームのチェーンステイとシートステイを2倍ほど長くして積載能力を高めたモデル。いわゆるロングテールバイクといわれるタイプ。
トロール(Troll)
26インチHEのホイールを使用するハードテイルマウンテンバイクモデル。リジッドフォークがつくものの、サスペンション前提に設計されており、フォークが1×1に比べると若干長めの肩下となっている。変速はシングルスピード、固定ギア、内装ハブ、外装ディレーラーの選択が、ブレーキはVブレーキかディスクブレーキの選択が好みに応じてどちらでも可能。

## 過去にあったモデル
1×1（ワンバイワン）
サーリーが最初に出したシングルスピードMTBモデル。変速機を持たないスポーツ自転車としてのジャンルを定着させる。ブレーキはVブレーキもしくはディスクブレーキが選択可能。サーリーが最初に出したモデルであったが、2017年度を最後にラインナップから消えた。
インスティゲーター（Instigator ）
フリーライド用のMTBフレーム。ダートジャンプやダウンヒルのために、頑丈なフレームにさらに補強を施して強度を上げている。なおこの種の自転車はフォークにまずサスペンションフォークを使うので、販売はフレームだけとなる。変速は外装ディレーラーを前提としているが、チェーンテンショナーを装着することによりシングルスピード、固定ギア、内装ハブギアも選択できる。ブレーキはVブレーキかディスクブレーキと好みに応じてどちらでも装着可能。
コナンドラム・ユニ（Conumdrum Uni ）
全地形対応一輪車。700*32までのタイヤを装着可能。サーリー特性のラージマージリムにも対応している。カンチレバーブレーキ台座があり、ハイドロブレーキの装着が可能。
ロングホールトラッカーデラックス(LHT Delux)
前述のロングホールトラッカーを分割可能にしたもの。いわばデモンターブルモデル。
ワールドトローラー(World Troller)
前述のトロールに分割機能を持たせたデモンターブルモデル。
トレイラー(Trailer)
自転車用の荷台。後輪軸に固定して使用する。
トラベラーズチェック
前述のクロスチェックに分割機能を持たせたデモンターブルモデル。